# Ректоры Бакинского государственного университета
| 1                                                                                               | Василий Иванович Разумовский    |  | 1919 — 1920  | Доктор медицины                      | |
| 2                                                                                               | Сергей Николаевич Давиденков    |  | 1920 — 1923  | Доктор медицинских наук              | основоположник российской клинической нейрогенетики Действительный член Академии медицинских наук СССР |
| 3                                                                                               | Александр Дмитриевич Гуляев     |  | 1923 — 1926  |                                      | |
| 4                                                                                               | Таги Шахбази                    |  | 1926 — 1929  | нет                                  | Писатель                                                                                               |
| 5                                                                                               | Владимир Сергеевич Елпатьевский |  | 1929         |                                      | |
| 6                                                                                               | Максуд Мамедов                  |  | 1929 — 1930  |                                      | |
| 1930-1934 гг. Университет упразднён, на его месте функционировал Высший Педагогический Институт |                                 |  |              |                                      | |
| 7                                                                                               | Мамед Кязим Алекперли           |  | 1934 — 1935  |                                      | Литературовед, философ                                                                                 |
| 8                                                                                               | Бала-бек Гасанбеков             |  | 1935 — 1937  |                                      | |
| 9                                                                                               | Азиз Алиев                      |  | 1937         | Доктор медицинских наук              | |
| 10                                                                                              | Джебраил Алескеров              |  | 1937 — 1941  |                                      | |
| 11                                                                                              | Шамиль Алиев                    |  | 1941 — 1944  |                                      | |
| 12                                                                                              | Абдулла Караев                  |  | 1944 — 1950  | Доктор медицинских наук              | Академик АН Азербайджанской ССР                                                                        |
| 13                                                                                              | Джафар Гаджиев                  |  | 1950 — 1954  |                                      | |
| 14                                                                                              | Юсиф Мамедалиев                 |  | 1950 — 1954  | Доктор химических наук               | Академик АН Азербайджанской ССР                                                                        |
| 15                                                                                              | Шафаят Мехтиев                  |  | 1958 — 1965  | Доктор геолого-минералогических наук | Академик АН Азербайджанской ССР                                                                        |
| 16                                                                                              | Мехти Алиев                     |  | 1965 — 1970  |                                      | |
| 17                                                                                              | Фаик Багирзаде                  |  | 1970 — 1987  | доктор геолого-минералогических наук | Академик АН Азербайджанской ССР                                                                        |
| 18                                                                                              | Яхъя Мамедов                    |  | 1987 — 1989  | Доктор физико-математических наук    | |
| 19                                                                                              | Джамиль Гулиев                  |  | 1989 — 1990  | Доктор исторических наук             | Академик АН Азербайджанской ССР                                                                        |
| 20                                                                                              | Мираббас Гасымов                |  | 1990 — 1992  | Доктор физико-математических наук    | Член-корреспондент НАНА                                                                                |
| 21                                                                                              | Фирудин Самандаров              |  | 1992 — 1993  | Доктор юридических наук              | |
| 22                                                                                              | Муртуз Алескеров                |  | 1993 — 1996  | Доктор юридических наук              | |
| 23                                                                                              | Мисир Марданов                  |  | 1996 — 1998  | Доктор физико-математических наук    | Член-корреспондент НАНА                                                                                |
| 24                                                                                              | Абель Магеррамов                |  | 1999—2018    | Доктор химических наук               | Академик НАНА                                                                                          |
| 25                                                                                              | Эльчин Бабаев                   |  | 2019 — н. в. | Доктор физико-математических наук    | |